# Cochisea paula
Cochisea paula là một loài bướm đêm trong họ Geometridae.